# Il solitario della montagna
Il solitario della montagna è un film del 1931 diretto da Wladimiro De Liguoro.

## Trama
Stufo dei continui tradimenti della moglie un uomo si rifugia in un luogo isolato di montagna dove conosce l'amore sincero di una ragazza del luogo.

## Accoglienza

### Critica
« Una noia mortale scendeva dal film come una cappa di piombo, tremenda noia frutto dell'inesperienza, della faciloneria, della presunzione. Filippo Sacchi nel Corriere, dice che quella montagna fa ridere gli alpinisti.. Dov'è la tragedia della solitudine in Ninchi vestito da alpinista della Rinascente. Io avrei voluto vedere un mostruoso eremita con una barba ispida, sporco scontroso, lacereo, feroce e cattivo. Passiamo alla parte tecnica cos'è quella parodia della tempesta di neve? E quell'accidente alpino ripreso muto e propinato al suono di una sminfetta, senza un grido, senza una battuta tragica, senza un suono che impressioni. Come si fa a dire bene della CINES? Che si aspetta a cacciar via questa compagnia di mentecatti? Quanto altro tempo e quante altre tragiche scemenze occorrono perché S.E. Bottai imponga alla CINES quel dittatore che è indispensabile, e che deve essere imposto, anche se la CINES è di proprietà della Banca Commerciale Italiana..» Guglielmo Giannini in Kines del 27 settembre 1931.